# Sarcophaga cubensis
Sarcophaga cubensis är en tvåvingeart som först beskrevs av Macquart 1843.  Sarcophaga cubensis ingår i släktet Sarcophaga och familjen köttflugor.
Artens utbredningsområde är Kuba. Inga underarter finns listade i Catalogue of Life.